# اهرن (ایلینوی)
اهرن، ایلینواز (به انگلیسی: Ahern, Illinois) یک منطقهٔ مسکونی در ایالات متحده آمریکا است که در ایلی‌نوی واقع شده‌است.

## خصوصیات
اهرن ۱۹۲٫۰۳ متر بالاتر از سطح دریا واقع شده‌است.